# Johan Storgård
Matts Johan Olavson Storgård, född 31 oktober 1964 i Närpes, Finland, är en finlandssvensk skådespelare och teaterchef.

## Biografi
Storgård var med och grundade teater Viirus 1987 i Helsingfors och hade en av huvudrollerna i komediserien Falkenswärds möbler som sändes i SVT 2000–2003.
Han var teaterchef för Svenska Teatern i Helsingfors 2002–2017, han efterträdde Lars Svedberg. Storgård var även ordförande för beredningsgruppen för finska statens utvecklingsprogram för kulturexport 2007–2011. Han är verkställande direktör för Ace-production AB. 
År 2007 tilldelades Storgård Pro Finlandia-medaljen.
Åren 1997–2008 var han gift med författaren Päivi Storgård.

## Filmografi (urval)
- 1992 – Krigarens hjärta
- 1993 – Harjunpää och plågoandarna
- 1994 – Småstadsberättelser. Polismästaren
- 1998 – Underbara kvinnor vid vatten
- 2000 – Falkenswärds möbler (TV-serie)

## Teater

### Roller (ej komplett)
| År   | Roll | Produktion                   | Regi            | Teater          |
| ---- | ---- | ---------------------------- | --------------- | --------------- |
| 2009 | Arne | Så som i himmelen Kay Pollak | Erik Kiviniemi  | Svenska Teatern |
| 2016 |      | Titanic                      | Akse Pettersson | Svenska Teatern |